# StreamCraft
StreamCraft era una plataforma de transmisión que prometía recompensar generosamente a los creadores de contenido y a los espectadores. Fue lanzada en 2017 por IGG para el juego de estrategia Lords Mobile, disponible para Android y iPhone (iOS). La plataforma atrajo a muchos usuarios con sus premios, como los que recibían los creadores de contenido cuando se destacaban como los mejores streamers de la semana o del mes, ganando más dinero.

## Historia
Sin embargo, StreamCraft anunció el fin global de sus actividades el 11 de octubre de 2019 . El motivo de este cierre no ha sido revelado oficialmente. StreamCraft se desconectó definitivamente en noviembre de 2019 . El sitio web todavía existe, pero si intentas acceder a él, verás una imagen con varios avatares y las banderas de Brasil, Canadá, España, Rusia, Indonesia y Vietnam . Junto a la imagen, un mensaje de agradecimiento a todos los que formaron parte de la comunidad de Streamcraft 